# Richard de Turberville (Adliger, † vor 1303)
Richard de Turberville (auch Richard I de Turberville) († zwischen 1283 und 1303) war ein englischer Adliger.

## Leben
Richard de Turberville entstammte der Familie Turberville, die seit dem frühen 12. Jahrhundert zu den Vasallen der Lords of Glamorgan in Südostwales gehörten. Er war ein Sohn von Gilbert III de Turberville, von dem er spätestens 1281 Coity Castle und weitere Besitzungen in den Welsh Marches erbte.
Wie bereits sein Vater lag auch Richard de Turberville im Streit mit den Earls of Gloucester, die als Lord of Glamorgan seine Lehnsherren waren. Entweder Richard de Clare, 2. Earl of Gloucester oder sein Sohn Gilbert de Clare entzogen Turberville das Lehen von Llanhari, das seine Vorfahren mit Unterstützung der Familie Londres von Ogmore Castle im 12. Jahrhundert erhalten hatten. Turberville starb vielleicht schon 1283, doch vermutlich erst 1303 oder kurz zuvor. Sein Erbe wurde sein Sohn Payn III de Turberville.